# Transferencias monetarias condicionadas

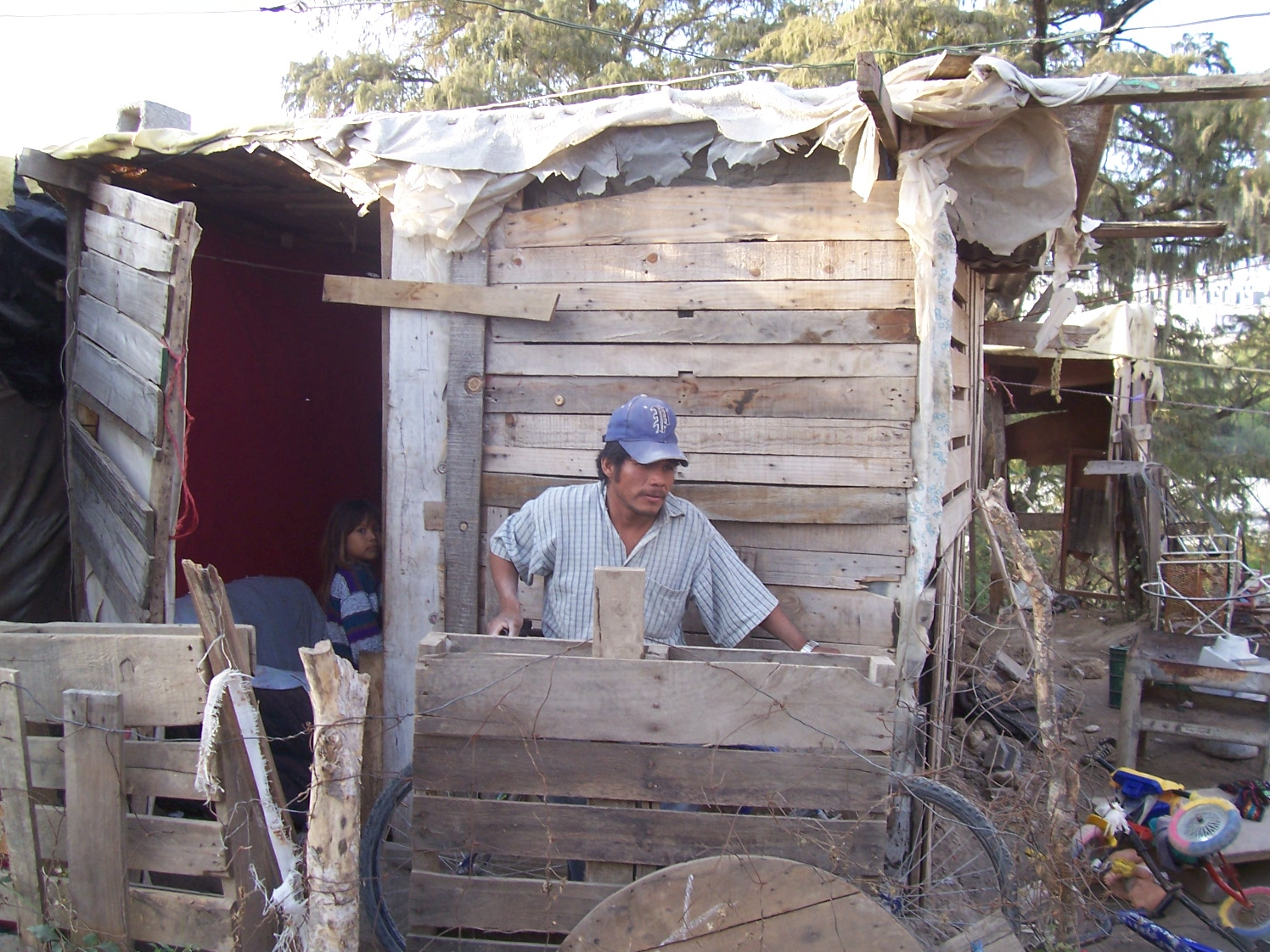
Asentamiento marginado Colinas del Río, en el municipio Benito Juárez del Estado de Nuevo León en México. Diciembre de 2005.

Los programas de transferencia condicionada de recursos (TCR) tienen como objetivo reducir la pobreza con programas de asistencia social condicionada a las acciones de los receptores. El gobierno sólo transfiere el dinero a las personas que cumplen con ciertos criterios. Estos criterios pueden incluir matricular a los niños en las escuelas públicas, hacerse revisiones regulares en la consulta del médico o similares.Al proporcionar efectivo en forma continua estos programas buscan ayudar a terminar con la generación actual de la pobreza, así como romper el ciclo de la pobreza a través del desarrollo del capital humano y protegen a las familias pobres del desempleo, y de las enfermedades

## Países con programas TCR
Existe transferencia condicionada de recursos en los siguientes países:
- Argentina: Asignación Universal por Hijo se inició en 2009 y es una transferencia condicionada al cumplimiento de los controles sanitarios y del plan de vacunación obligatorio y a la asistencia de los menores a un establecimiento educativos público.
- Brasil: Bolsa Família (cuyo antecesor destacado fue Bolsa Escola) se inició en 2003. Proporciona pagos mensuales en efectivo a las familias pobres si sus hijos en edad escolar (entre las edades de 6 y 15 años) están inscritos en la escuela y si sus hijos menores de 6 años han recibido las vacunas.[2][3]
- Chile: Ingreso Ético Familiar[4] es el mayor programa chileno de transferencias monetarias condicionadas y busca ayudar a las familias que se encuentran en situación de pobreza o de vulnerabilidad promoviendo el acceso a mejores condiciones de vida. Entre la población favorecida se encuentran los adultos mayores de 65 años que, en situación de pobreza, vivan solos o acompañados únicamente por una persona, personas sin hogar o menores de edad cuyos progenitores o tutores se encuentren privados de libertad. Es heredero del programa Chile Solidario, creado en 2002,[5] que requería a las familias firmar un contrato para cumplir con 53 condiciones mínimas especificadas consideradas necesarias para superar la pobreza extrema. A cambio, recibían apoyo psicosocial, bonos de protección, subsidios garantizados y acceso preferente al desarrollo de habilidades, el trabajo y los programas de seguridad social del estado.[6] Desde el año 2016 se denomina Programa Familias-Seguridades y Oportunidades.
- Colombia: Familias en Acción.[5] Fundado en 2002, es un programa de transferencia condicionada de recursos, muy similar a la de Progresa / Oportunidades de México, que consiste en transferencias en efectivo a las familias pobres condicionadas a que los niños asistan a la escuela y cumplan con los requisitos básicos de atención de salud preventiva.[7] En 2015 el programa Más Familias en Acción benefició a 2,56 millones de familias. El presupuesto del programa representó un monto de 2.253 miles de millones de pesos colombianos, equivalentes al 0,3% del producto interno bruto (PIB) de Colombia.[8][9]
- Costa Rica: Avancemos es el principal programa de transferencias monetarias condicionadas (PTMC) que opera en Costa Rica desde 2006. Su objetivo es promover que adolescentes y jóvenes, entre los 12 y los 25 años de edad, que pertenezcan a familias en condición de pobreza y vulnerabilidad social, cursen la educación secundaria.[10][11]
- Honduras: Desde el año 2010, Bono 10.000 es el mejor exponente de los programas de transferencias monetarias condicionadas que operan en el país. Es heredero del Programa de Asignación Familiar (PRAF II), creado en 1998, basado a su vez en el programa PRAF I creado en 1990.[12][13][14] Su objetivo es aliviar la situación de las familias hondureñas que viven en situación de pobreza o de extrema pobreza a través de una mejora en la educación, salud y nutrición.[15][16]
- Jamaica: Programa de avance mediante la salud y la educación (PATH), administrado por el Ministerio de Trabajo y Seguridad Social,[5] es un programa de transferencia condicionada de recursos. Proporciona transferencias en efectivo a las familias pobres, que han de cumplir con las condiciones que promuevan el desarrollo del capital humano de sus miembros. CAMINO fue creado en 2001 como parte de una amplia reforma del sistema de asistencia social llevada a cabo por el gobierno de Jamaica.[17]
- Indonesia: Programa Keluarga Harapan y Programa Nasional Pemberdayaan Masyarakat-Generasi Sehat dan Cerdas, ambos establecidos en 2007. El Programa Keluarga Harapan es un programa de CCT hogar, mientras que el Programa Nasional Pemberdayaan Masyarakat es un programa de TCR en la comunidad. Se centran en la reducción de la pobreza, la mortalidad materna y la mortalidad infantil y en proporcionar una cobertura universal de la educación básica.[18]
- México: PROSPERA es el principal programa contra la pobreza del gobierno mexicano. (El Programa tenía varios nombres;"Solidaridad" (1988-1997), "Progresa" (1997-2002) y "Oportunidades" (2002-2014).) Prospera se centra en ayudar a las familias pobres de las comunidades rurales y urbanas invertiendo en capital humano y mejorando la educación, la salud y la nutrición de sus hijos.[19][20][21]
- Guatemala: Mi Familia Progresa, establecido el 16 de abril de 2008, es un programa de transferencia condicional de dinero que se destina a proporcionar apoyo financiero a las familias que viven en condiciones de pobreza y extrema pobreza y que tienen niños de 0 a 15 años y / o mujeres embarazadas o en período de lactancia que viven principalmente en las zonas rurales y marginales de las periferias de los centros urbanos (ciudades).[22]
- Nicaragua: La Red de Protección Social, creado en 2000 y ejecutado por el Fondo Social de Emergencia (FISE),[5] fue terminado en 2005.[23]
- Panamá: Red de Oportunidades es un programa puesto en marcha por el Gobierno de Panamá destinado a la población menor de 18 años para proporcionar acceso a servicios de salud y educación.[24]
- Filipinas: Departamento de Bienestar Social y Desarrollo - Programa Pilipino Pamilyang Pantawid , es una estrategia de desarrollo social del Gobierno Nacional que otorga donaciones en efectivo condicionadas a los hogares extremadamente pobres para mejorar su salud, nutrición y educación especial de los niños de 0-14 años de edad.[25]
- Perú: Juntos se estableció en 2005. El programa ofrece un dividendo mensual a las madres (casadas o solteras) que viven en la pobreza extrema. Las madres sólo pueden ser beneficiarias del programa si envían a sus hijos a la escuela y los llevan a controles médicos regulares.[26]

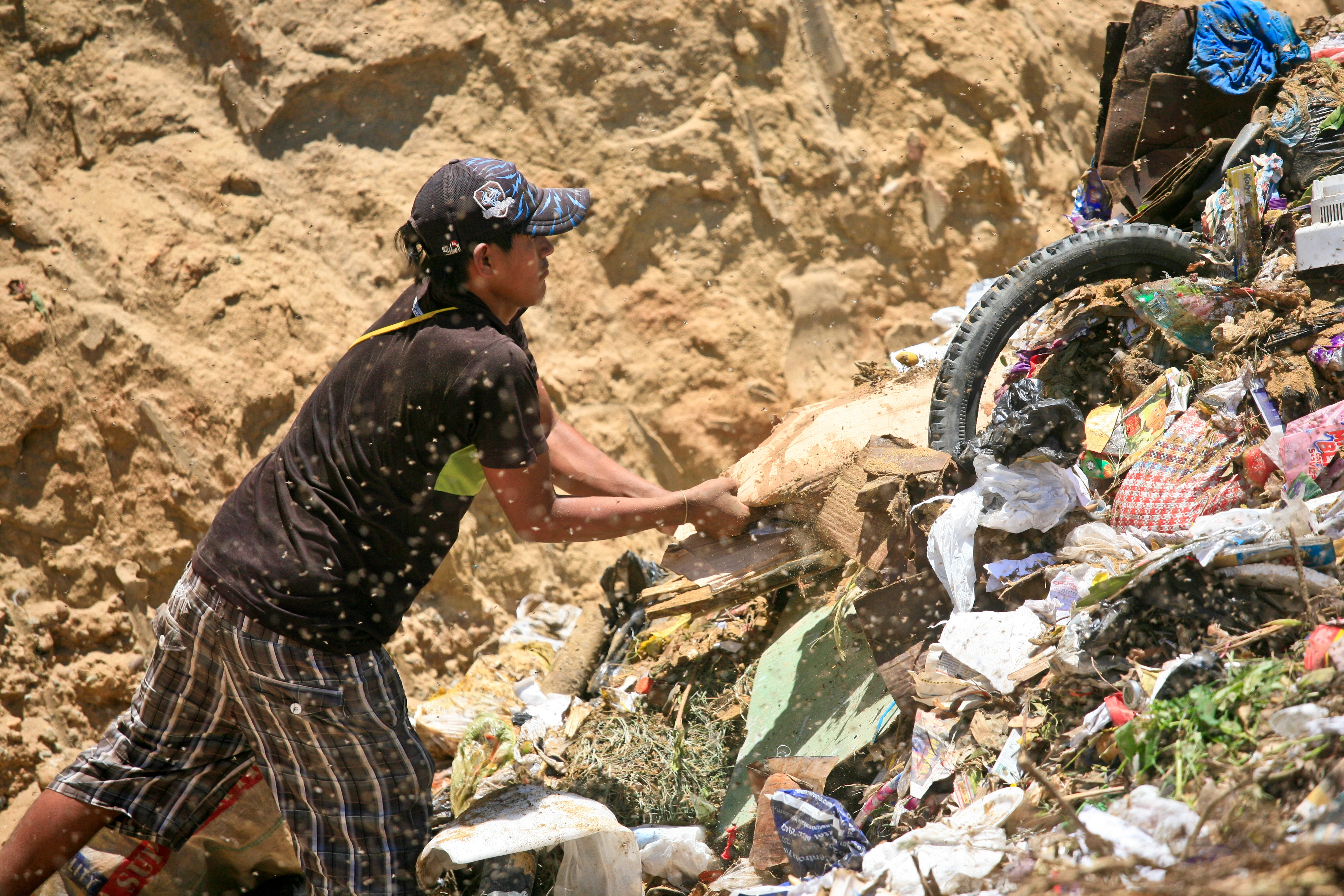
Recogedores de cartón en el Perú

- Turquía: Şartlı Nakit Transferi, establecido en 2003 y ejecutado por la Asistencia Social y Solidaridad Dirección General (Sosyal Yardımlaşma ve Dayanisma Genel Müdürlüğü)
- Egipto: el Programa Minhet El-Osra, se inició en 2009, actualmente en fase piloto en un barrio pobre de El Cairo, Ain Es-Sira, y 65 aldeas en zonas rurales del Alto Egipto por el Ministerio de Solidaridad Social egipcia
- Estados Unidos de América: Opportunity NYC finalizó el 31 de agosto de 2010. El programa fue construido sobre el marco conceptual y el éxito de los programas de transferencia condicional de dinero internacional (CCT) y fue la primera gran iniciativa CCT implementada en los Estados Unidos. El objetivo principal de Opportunity NYC Family Rewards fue probar el impacto de los incentivos monetarios en educación, salud de la familia y de los niños y los resultados de la mano de obra los adultos.[27]
- Bangladés: Mujer Proyecto de Asistencia Escuela Secundaria, establecida en 1994. Este programa CCT, condicionado sólo a la asistencia escolar y las niñas que se quedan soltera, ofrece matrícula y estipendios.[28]
- Camboya: el Proyecto de Apoyo al Sector de Educación de Camboya, fundado en 2005, está condicionado a la asistencia y el mantenimiento de buenas calificaciones.[29]

## Eficacia
Pocas iniciativas de desarrollo han sido evaluadas con el mismo rigor que los programas de TCR. La aplicación de los programas de transferencias condicionadas en efectivo ha ido acompañada de esfuerzos sistemáticos para medir su eficacia y comprender su impacto más amplio sobre el comportamiento de los hogares, un inicio marcado por la poca atención que se ha prestado a las evaluaciones de impacto rigurosas en el pasado. Resultados de la evaluación están disponibles para PROGRESA en México, PETI en Brasil y la Atención a Crisis en Nicaragua. Estas evaluaciones revelan que la transferencia condicionada de recursos puede ofrecer incentivos eficaces para invertir en el capital humano de los pobres. Las TCR han afectado no sólo al nivel general del consumo, sino también la composición del consumo. Hay una gran cantidad de evidencia de que los hogares que reciben las TCR gastan más en alimentos y con mayor cantidad de nutrientes que los hogares que no reciben la transferencia pero tienen ingresos totales comparables a los niveles de consumo. En Bangladés, Pakistán y Turquía, donde las tasas de escolarización de las niñas eran más bajas que las de los varones, las TCR han ayudado a reducir la brecha de género.
Las TCR han dado lugar a importantes reducciones en la pobreza entre los beneficiarios, sobre todo cuando la transferencia ha sido suficiente , con objetivos bien definidos y estructurados en una forma que no desaliente los destinatarios de tomar otras acciones para salir de la pobreza. Debido a que las TCR proporcionan un ingreso estable, han ayudado a proteger a los hogares pobres de los peores efectos de desempleo, enfermedad catastrófica, y otras crisis de ingresos repentinos. Y hacer las transferencias de efectivo a las mujeres, cosa que hacen prácticamente todos los PTC, puede haber aumentado el poder de negociación de las mujeres.
En los EE. UU., un documento elaborado por el Instituto de Investigaciones sobre la Pobreza concluyó en 2011: "Con el tiempo, nos encontramos con que los gastos se han desplazado hacia los discapacitados y los ancianos, y lejos de aquellos con los ingresos más bajos y hacia aquellos con mayores ingresos, con la consecuencia de que las tasas posteriores a la transferencia de profunda pobreza de algunos grupos han aumentado. Llegamos a la conclusión de que el sistema de prestaciones de EE.UU. es paternalista e inclinado hacia el apoyo de los trabajadores por cuenta propia y hacia los grupos con necesidades especiales y merecimiento percibida.".

## América Latina
Muchos países de América Latina están usando programas de TCR como instrumento fundamental de su política social, ya que han demostrado ser muy eficaces para ayudar a las familias pobres. Aunque las condiciones y cantidades de dinero pueden variar de país a país, que van desde $ 5 a $ 33 por niño, en general, estos programas proporcionan dinero a familias pobres a condición de que esas transferencias se utilizan como una inversión en el capital humano de sus hijos , tales como la asistencia regular a la escuela y la atención básica de la salud preventiva. El propósito de estos programas es el de abordar la transmisión intergeneracional de la pobreza y fomentar la inclusión social por atender a los pobres, centrándose en los niños, la entrega de las transferencias a las mujeres, y el cambio de las relaciones de responsabilidad social entre los beneficiarios, proveedores de servicios y gobiernos. La mayoría de estos planes de transferencia benefician en la actualidad a alrededor de 110 millones de personas en la región, y se consideran relativamente baratos, ya que cuestan alrededor de 0,5% de su PIB.
Los programas de transferencia condicionada de recursos pueden ser muy eficaces en la reducción de la pobreza en el corto plazo, ya que han ayudado a aumentar los ingresos de los hogares y el consumo familiar.  También han obrado con eficacia en el aumento de la matrícula y la asistencia escolar, especialmente en la escuela media. Una mejora sustancial en la salud y la nutrición de los niños que se benefician de estos programas ha sido reconocida.  Sin embargo, los estudios realizados por el PNUD han demostrado que las transferencias en efectivo condicionadas ni representan un aumento significativo en la calidad de la educación y en el aprendizaje ni un significativo aumento salarios, una vez que los beneficiarios entraron en la fuerza de trabajo.
La mayoría de los programas de TCR se orientan correctamente y son eficaces para llegar a los pobres y a los grupos excluidos, en particular a aquellos que viven en extrema pobreza y que se encuentran fuera del alcance de los programas de protección social vinculados con el empleo en el sector formal. En promedio, el 80% de los beneficios van a las familias más pobres el 40%. Los programas también han promovido la igualdad de género, ya que proporcionan mayores fondos a las niñas que a menudo abandonan los estudios por lo que ha aumentado su matrícula y la asistencia a nivel secundario de educación. A largo plazo, estas inversiones también pueden producir cambios significativos en el empoderamiento y la inserción de las mujeres en las redes económicas.
Diversas evaluaciones se han realizado en distintos países de Latinoamérica para medir el impacto de los programas de TCR. Existe evidencia sólida de que los incentivos financieros funcionan para aumentar la utilización de los servicios de salud por parte de los pobres. Asimismo, estos programas producen un impacto positivo en la tasa de matriculación escolar, aunque la evidencia sobre el impacto en los logros educacionales es menos concluyente, ya que en varios casos se obtuvieron resultados negativos. Por último, las TCR pueden mejorar la oferta educacional en áreas desfavorables, por lo que esto no constituye un obstáculo para la efectividad de estos programas.

## África
Aunque la mayoría de los programas de transferencia condicionada de recursos están en América Latina, se ha llevado a cabo una cantidad significativa de investigación sobre la aplicación de estos programas en África. Además, los programas buscan en América Latina ejemplos sobre cómo implementar estos programas. En África se están sometiendo a prueba algunos programas de transferencia no condicionada de recursos y hay dos en curso. Para que las TCR tengan éxito requieren una infraestructura suficiente. Sistemas de educación y de salud deficientes limitan los beneficios de los programas de TCR. Los impactos deben considerarse en relación con la eficacia de las instituciones de salud y educación del país.

### Marruecos
Desde el año 2007 un programa piloto de transferencia condicionada de recursos ha estado investigando su eficacia en Marruecos, organizado por el Banco Mundial. El programa está dirigido a las regiones pobres de Marruecos con las altas tasas de deserción escolar y debe cubrir 160.000 hogares en 2010. El programa piloto es una prueba comparativa que tiene cuatro grupos de tratamiento. Un grupo está recibiendo las transferencias en efectivo condicionadas, con independencia de la asistencia escolar de niños. Los tres siguientes se dan la transferencia condicionada de recursos a familias de niños en grados 3-6 basado en la asistencia del niño en la escuela.
Los tres grupos de tratamiento varían en cómo se vigila la asistencia, que van desde la asistencia a la supervisión basada en el informe del profesor, todo el camino a un sistema sofisticado que implica el monitoreo a través de máquinas de huellas dactilares biométricas.
Además, dentro de cada salón de clases, cuál de los padres (la madre o el padre) se asignaron al azar para ver si la familia se beneficia más de tener el dinero dirigido a uno o el otro. Este estudio aportará la investigación que evalúa la importancia de la condicionalidad, la supervisión y la orientación dentro de un programa de transferencia condicionada de recursos.

## Europa
Los programas de transferencia condicionada de recursos no se utilizan ampliamente en Europa. En el Reino Unido, en 2011 CentreForum propuso un beneficio adicional para los hijos que depende de las actividades de crianza.

## Obstáculos y programas fallidos
Aunque los beneficios de los programas de transferencias condicionadas en todo el mundo han sido ampliamente señalados, sigue habiendo una serie de obstáculos para su éxito que han hecho que algunos programas se atrofien o hayan terminado por completo.

### Factores externos
De acuerdo con un estudio exhaustivo realizado por analistas de investigación sénior Laura Rawlings y Gloria Rubio del Banco Mundial, las primeras etapas de la implementación del programa presentan el reto de crear un calendario de aplicación de confianza. En muchas ocasiones, los cambios en el liderazgo político, los desastres naturales o cambios en la administración del programa han retrasado el calendario de aplicación y llevar a la disminución de la eficiencia o de la terminación del programa.